# Gismonda (drame lyrique)
Pour les articles homonymes, voir Gismonda.

L'affiche pour la première de Gismonda, par Georges-Antoine Rochegrosse.

Gismonda est un drame lyrique d'Henry Février, créé le 14 janvier 1919 à l'Auditorium de Chicago et le 15 octobre 1919 à l'Opéra-Comique de Paris. Le livret est d'Henri Cain et Louis Payen, d'après la pièce homonyme de Victorien Sardou.